# La tartaruga/Al pranzo di gala di Babbo Natale
La tartaruga/Al pranzo di gala di Babbo Natale è un singolo discografico di Bruno Lauzi, pubblicato nel 1975.

## Descrizione
La tartaruga è un brano per bambini scritto da Bruno Lauzi, composto da Pippo Baudo e Pippo Caruso e arrangiato da quest'ultimo, utilizzato come sigla nell'anteprima del programma Un colpo di fortuna e della serie a cartoni animati Cari amici animali. Nel gennaio 2023 il brano è stato certificato disco d'oro dalla Federazione Industria Musicale Italiana per le oltre 50 000 unità vendute in digitale.
Il 45 giri ebbe un notevole successo discografico, entrando nella classifica dei più venduti in Italia alla quinta posizione il 20 dicembre 1975, per poi stazionare in vetta dalla settimana del 3 gennaio, al 7 febbraio, per sei settimane consecutive , rimanendo nella Top Ten per un totale di diciannove settimane, fino al 24 aprile, e risultando il terzo singolo più venduto del 1976.
Al pranzo di gala di Babbo Natale era il lato B del disco, scritto dagli stessi autori, brano indipendente dalle due trasmissioni.

## Tracce
Lato A
1. La tartaruga – 2:38 (testo: Bruno Lauzi – musica: Pippo Baudo-Pippo Caruso; edizioni musicali Suvini Zerboni, Numero Uno)

Durata totale: 2:38
Lato B
1. Al pranzo di gala di Babbo Natale – 2:35 (testo: Bruno Lauzi – musica: Pippo Baudo-Pippo Caruso; edizioni musicali Numero Uno)

Durata totale: 2:35